# جیمز باند (فیلم ۱۹۹۹)
جیمز باند (انگلیسی: James Bond) یک فیلم است که در سال ۱۹۹۹ منتشر شد.